# Риро Каинга
Риро Каинга (правление: 1892, Остров Пасхи — 1899 год, Вальпараисо) — последний король Рапануи.

## Биография
Риро Каинга стал королём после смерти Атаму Текена в 1892 году.
В конце 1898 или в начале 1899 года король Симеона Риро Кайнга вместе с Хуаном Тепано отправился в Вальпараисо. Король хотел выразить недовольство правительству Чили по поводу деятельности компании «Уильямс-Балфур», которая владела большей частью земли на аннексированном Чили острове Пасхи. Также рапануйцы планировали присоединиться к Майполскому полку чилийской армии, чтобы принять участие в Тихоокеанской войне. Однако вскоре после приезда король начал сильно злоупотреблять алкоголем и вскоре умер. Слухи о том, что короля отравили, быстро разлетелись на острове.